# Encefalina
Las encefalinas son pentapéptidos que intervienen en la regulación del dolor y en la nocicepción corporal. 
Las encefalinas son uno de los tres sistemas de moléculas opioides endógenos. 

## Precursor
El precursor de las encefalinas es el polipéptido pro-encefalina.

El gen que codifica para la proencefalina alfa (PENK-α) es denominado PENK. 

La PENK-α humana es un polipéptido de 267 aminoácidos que luego es clivado hasta en ocho cadenas: 
- Synenkephalin
- Met-enkephalin (Opioid growth factor)
- PENK(114-133)
- PENK(143-183)
- Met-enkephalin-Arg-Gly-Leu
- Leu-enkephalin
- PENK(237-258)
- Met-enkephalin-Arg-Phe[2]

Las encefalinas son péptidos opioides que se unen al receptor opioide. 

Se descubrieron en 1975, en dos formas: una con leucina, la encefalina de leucina ("leu"-encefalina), y la otra con metionina, la encefalina de metionina ("met"-encefalina). Ambas son productos del gen de la proencefalina.

Encefalina de metionina Met-encefalina.

Los investigadores han aislado encefalinas en la hipófisis, en el cerebro y en el tracto gastrointestinal. 
Las encefalinas son pentapéptidos, la metionina-encefalina y la isoleucina-encefalina, cada una de ellas compuesta por cinco aminoácidos, cuatro de ellos idénticos en ambos compuestos.

Las met-encefalinas presentan la secuencia de aminoácidos:
```
Tyr-Gly-Gly-Phe-Met
```

Las leu-encefalinas presentan la secuencia de aminoácidos: 
```
Tyr-Gly-Gly-Phe-Leu
```

Las encefalinas son uno de los tres sistemas de péptidos "opioides". 
Se cree que estos dos neuropéptidos pueden deprimir las neuronas del sistema nervioso central.

## Función
Las encefalinas son uno de los tres sistemas de moléculas opioides endógenos que modulan la percepción del dolor junto con las beta-endorfinas y las dinorfinas.
 
Las tres clases de péptidos opioides endógenos, comparten una secuencia terminal N común de Tyr-Gly-Gly-Phe y carecen de una amida terminal C. 

En términos moleculares, Tyr y Phe se unen al receptor y las dos glicinas actúan como espaciadores.
Las encefalinas se almacenan en vesículas sinápticas y luego se liberan en la sinapsis donde se unen a los receptores opioides mu y delta para modular la percepción del dolor.